# Ranunculus lavrentiadis
Ranunculus lavrentiadis är en ranunkelväxtart som beskrevs av K. Papanicolaou och S. Kokkini. Ranunculus lavrentiadis ingår i släktet ranunkler, och familjen ranunkelväxter. Inga underarter finns listade i Catalogue of Life.